# Seqüenciació total del genoma

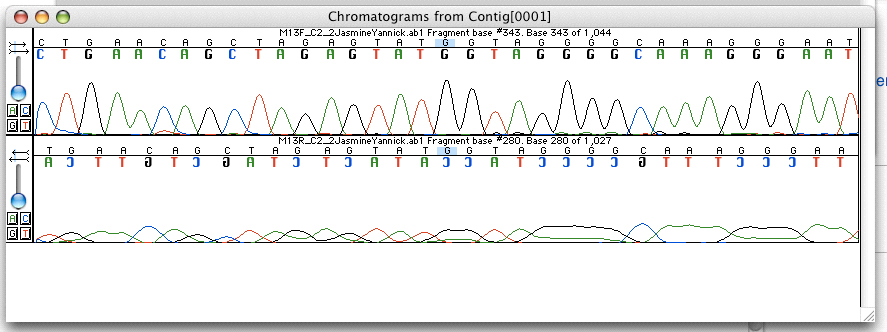
Els electroferogrames s'utilitzen sovint per a seqüenciar fragments de genomes.

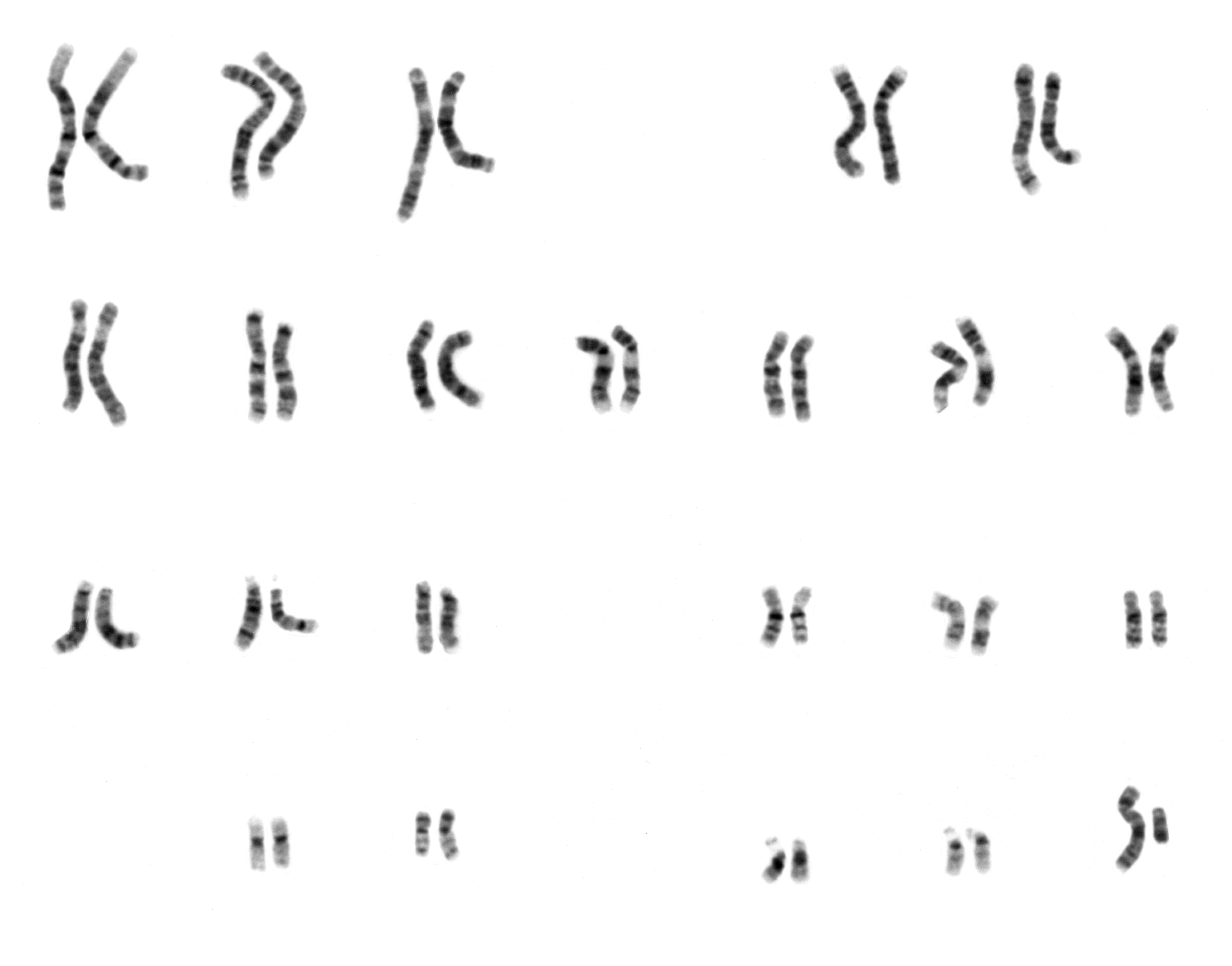
Imatge dels 46 cromosomes que conformen el genoma diploide d'un humà. No es mostra l'ADN mitocondrial.

La seqüenciació total del genoma o seqüenciació completa del genoma és un procés derivat del camp de la genètica humana que determina la seqüència d'ADN completa del genoma d'un organisme d'una sola vegada. Això implica la seqüenciació d'ADN de tot el cromosoma d'un organisme així com de l'ADN contingut als mitocondris i, pel que fa a plantes, en el cloroplast.
La seqüenciació del genoma sencer no s'ha de confondre amb l'empremta genètica, la qual només determina la probabilitat que el material genètic vingui d'un individu particular o d'un grup, i no conté informació addicional sobre relacions genètiques, origen o susceptibilitat a malalties específiques. En aquest sentit, a diferència de la seqüenciació completa, el genotipat dels SNP cobreix menys del 0.1% del genoma. Gairebé tots els genomes complets són de microorganismes; el terme "genoma ple" (full genome en anglès) s'utilitza lliurement per a referir-se a un seqüenciació superior al 95%. 
Les tecnologies de seqüenciació del genoma complet han estat utilitzades majoritàriament com a eines de recerca i actualment estan sent introduïdes en clíniques. En el futur, podran esdevenir instruments importants per a guiar la intervenció terapèutica. La seqüenciació a nivell de SNP és també utilitzada per a determinar variants funcionals d'estudis d'associació i per a millorar el coneixement disponible pels investigadors interessats en biologia evolutiva, fet que pot contribuir a establir les bases per a predir la susceptibilitat a certes malalties i a les respostes vers un fàrmac.